# Hieracium robinsonii
Hieracium robinsonii là một loài thực vật có hoa trong họ Cúc. Loài này được (Zahn) Fernald mô tả khoa học đầu tiên năm 1943.